# Palais royal d'Anvers
Le palais royal sur le Meir, palais royal du Meir ou palais royal d'Anvers est un palais du XVIIIe siècle de la ville belge d'Anvers, géré par Herita (nl). Le palais est situé au coin du Meir et du Wapper. Il fut le palais d'Anvers de Napoléon Ier, puis du roi des Pays-Bas Guillaume Ier, avant d'être le palais du roi des Belges dans la ville. En 1969, le roi Baudouin fait don de celui-ci à l'État pour en faire une institution culturelle. Il est devenu un musée depuis 2010.

## Histoire

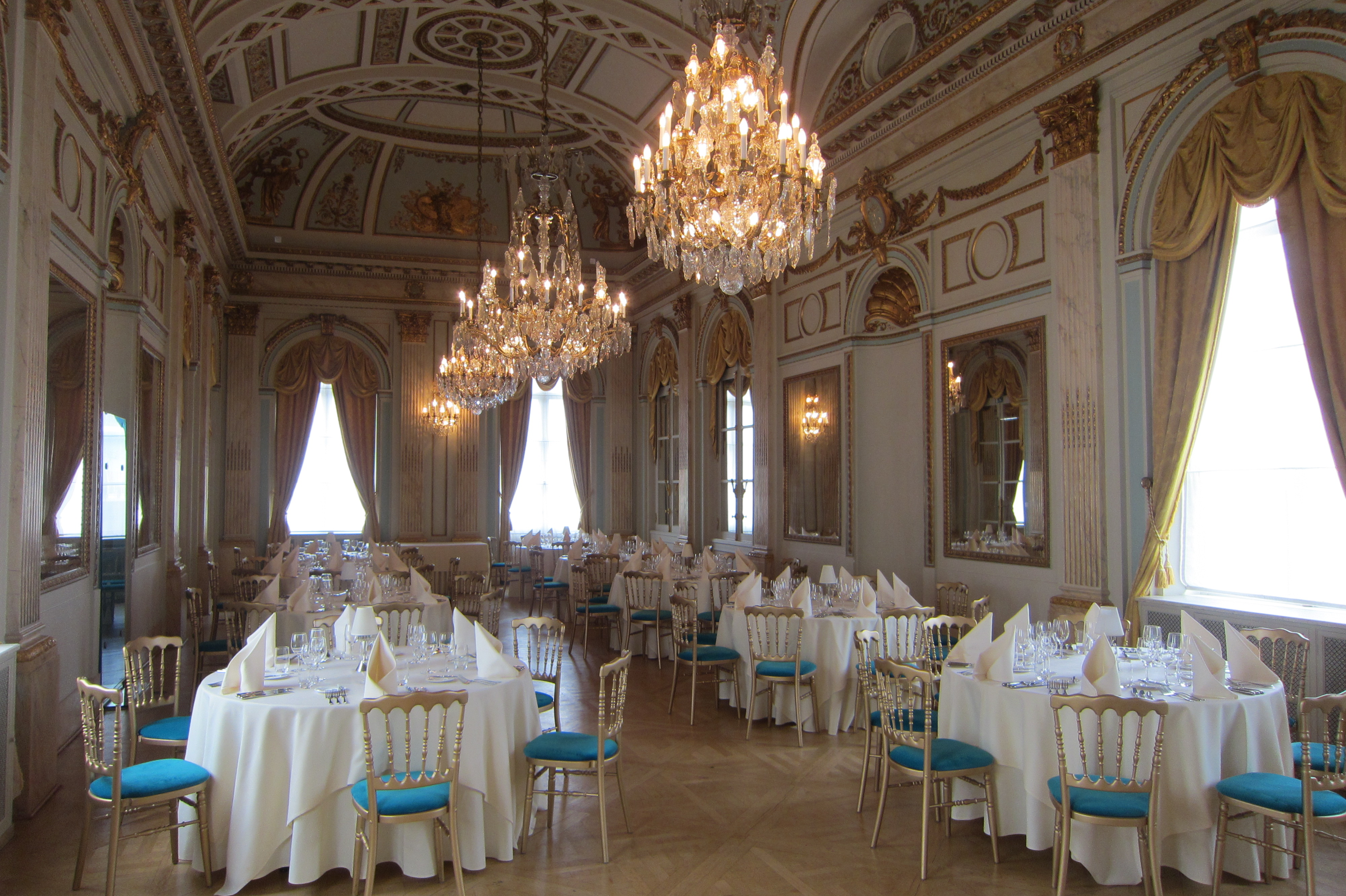
Galerie des Glaces du Palais sur le Meir.

Le palais a été construit au milieu du XVIIIe siècle. Le riche marchand Johan Alexander van Susteren (1719-1764), qui avait réuni une fortune grâce à ses investissements dans la société d'Ostende, le fit construire en 1745 par l'architecte anversois Jan Pieter van Baurscheidt le jeune .
Après la mort de Johan Alexander van Susteren, le palais fut racheté par Johannes de Fraula qui acheva la construction du bâtiment, des ecuries et du jardin. 
Il revendi le palais en 1777 au comte Jean Alexandre Roose de Baisy et son épouse Marie Anne Josephe van de Werve.
Leur fille Caroline Marie Josephe en hérita, et le revendit à Napoléon après la mort de son mari, le comte Charles Francois de Brouchoven de Bergeyck.
En raison de son emplacement favorable, le palais a donc attiré l'attention de l'empereur Napoléon, qui l'achète en 1811. L'empereur fait décorer et meubler les salons avec des meubles Empire français. Des décorateurs parisiens comme Pierre Fontaine sont mandatés pour ce travail. Cependant, Napoléon n'a jamais logé dans le palais. Pendant l'exil de l'empereur français sur l'île d'Elbe, son rival Alexandre Ier de Russie y a vécu.
Après l'expulsion de Napoléon, les Pays-Bas méridionaux sont devenus une partie du nouveau Royaume-Uni des Pays-Bas et le palais appartient au nouveau roi : le roi Guillaume Ier. Celui-ci commande l'ameublement de la salle des XVII Provinces . Après la révolution belge de 1830, le palais est réclamé par le gouvernement provisoire belge.
Les monarques belges ont utilisé le palais comme lieu de réception pour leurs invités arrivant dans le pays via le port. Léopold II fait décorer le palais et y construit, entre autres, une grande salle des glaces. Il a ordonné la construction d'une galerie de liaison entre les deux ailes latérales. Le roi Albert Ier y séjourne brièvement pendant la Première Guerre mondiale. Dans les années 1960, la famille royale ne considérait plus le palais comme approprié et pense à le transformer en institution culturelle. En 1969, le roi Baudouin fait don du palais au peuple et le donne donc au ministère de la Culture, avec le mobilier. Depuis lors, des événements culturels, des performances et des installations temporaires ont lieu dans le bâtiment.
Depuis 2004, Erfgoed Vlaanderen, devenu Herita en 2012, est responsable du palais. Un inventaire du mobilier a été dressé. Le 12 mars 2010, 150 meubles de valeur historique, prêtés au prince Philippe, sont retournés à leur destination d'origine. Selon les experts, le mobilier était en bon état.
Un week-end d'ouverture a eu lieu les 8 et 9 mai 2010 et a accueilli plusieurs milliers de personnes dans l'intérieur restauré, parmi le mobilier désormais exposé.

## Restauration
Erfgoed Vlaanderen a entrepris en 2001 la restauration des façades et du toit, ainsi que de l'intérieur, y compris les salons Empire. Les revêtements muraux endommagés ont été réparés et nettoyés et les décorations du plafond ont été redorées. L'ensemble a été doté d'une nouvelle climatisation et d'une protection incendie adaptée. La rénovation a couté sept millions d'euros.

## Position actuelle
En 2010, les salles et les salons du premier étage sont transformées en musée. Le palais peut être visité comme un monument. On peut y voir notamment le mobilier et les décorations de style empire.
La salle des glaces est utilisée pour des dîners, réceptions, présentations, ou défilés de mode.
Dans la salle bleue, ancien salon de Napoléon, se trouvent des portraits de Napoléon et Léopold II, commandés par Dominique Persoone par le collectif graphique Fourpoint. Au rez-de-chaussée il y a une boutique, The Chocolate Line, ainsi qu'un café et un salon de thé. Le produit de la location est utilisé par Herita pour l'entretien et l'ouverture du monument.